# Diari de Vilamar
El Diari de Vilamar és una mostra de premsa pedagògica editada per alumnes de les Colònies de Vilamar de Calafell, entre el 29 d'agost i el 14 de setembre de 1922, i del 10 al 20 d'agost de 1923. En la segona etapa (1923) es va dir Vilamar. Els responsables del Diari van ser dos pedagogs, Pere Vergés (1922) i Artur Martorell (1923), ambdós directors de les Colònies. Un dels seus redactors en cap va ser el periodista Andreu Avel·lí Artís i Tomàs (Sempronio) quan tenia 14 anys. La riquesa dels diaris de Vilamar rau en el fet que són una font documental de primer ordre per extreure'n la vida diària d’una comunitat infantil on els protagonistes i els redactors són els nens i les nenes.

## Diari de Vilamar (1922)

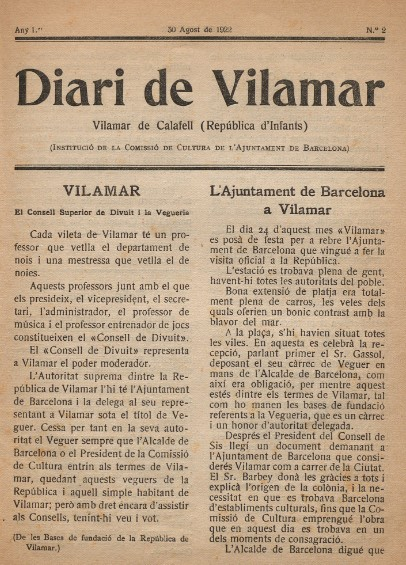
Portada del Diari de Vilamar (núm. 2, 30/08/1922)

Els diaris de Vilamar del 1922 són l’exposició de l’ideari pedagògic del director Pere Vergés. Aquestes edicions són un exemple de la renovació pedagògica de principis de segle xx, que pretenia que l’escola formés part de la societat. Els infants es perceben com a part activa de la societat i es converteixen en transcriptors del moment que viuen, de la societat de la qual formen part. No en va l’escola nova pretén formar homes i dones lliures capaços de pensar per si mateixos i d’organitzar-se en una societat millor.
Aquestes publicacions de només quatre pàgines per número formen part del currículum de l'aprenentatge dels alumnes i plasmen com s'ensenya com s'aprèn i què s'aprèn.
La primera intenció del diari era crear un pont de comunicació entre els vilamarins i les seves famílies i institucions, i que ells també estiguessin informats del que passava a l’exterior: «Els nois i les noies de la República d’Infants de Vilamar de Calafell, adonant-se de l’aïllament en què quedarien si no s'establia un medi o altre de relació amb els de fora, han acordat, en Consell de Sis que el millor medi per establir aquesta relació era el Diari de Vilamar».
Entre el 29 d’agost i el 14 de setembre de 1922 es publiquen 14 números, gairebé un per dia. La majoria dels diaris s'inicien amb una introducció per part del Consell de Sis (l'òrgan de govern de les Colònies) que informa del funcionament intern. Es concreta l’estructura organitzativa de la colònia i una part de les bases fundacionals de la República de Vilamar, explicant quins són els òrgans de govern, com s'organitzen i com se n'escullen democràticament els components.

## Seccions

### Secció meteorològica
És una secció que es repeteix en tots els números. Cada dia s'anotava la temperatura, el vent i la pressió atmosfèrica amb dues finalitats: la primera era poder dur a terme un estudi climàtic de les poblacions on es feien les colònies i la segona era fer créixer l'interès dels alumnes pel coneixement dels fenòmens de la naturalesa i incentivar-ne l'observació. Aquesta activitat estava en total consonància amb l'ideari de l'educació experimental del treball de camp per extraure'n coneixement.

### Noticiari
Aquesta secció era la crònica dels esdeveniments que s'havien produït o es produirien durant la setmana dins i fora de la colònia. Són freqüents les notícies relacionades amb les visites de personalitats culturals i polítiques, les descripcions de competicions esportives, anuncis de festes, jocs, concursos i concerts. També hi ha contes populars, la transcripció d'algunes de les lliçons dels mestres i referències a les barques de Vilamar, la Major i la Mireia. S'editen redaccions i dibuixos de l'alumnat i es té molta cura del llenguatge i de l'estètica de tota la publicació. Segons Pere Vergés, La redacció i l'estil és molt possible que no fossin gaire acurats, però, en canvi, destil·laven una frescor i una espontaneïtat que compensaven tots els defectes formals que podien ferir els ulls del lector exigent. Els vilamarins eren petits exploradors que observaven amb ulls curiosos tot el que passava a Calafell. La vida del poble es converteix en objecte d'estudi.

## Vilamar (1923)

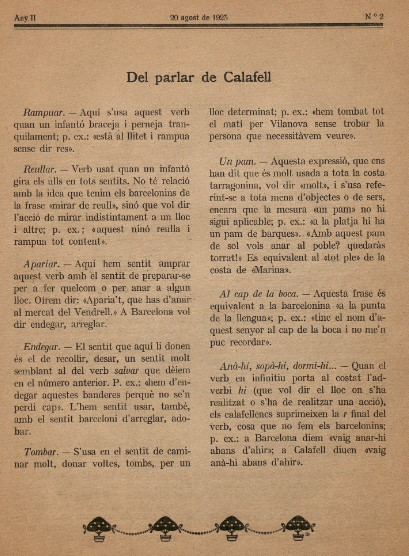
Pàgina de Vilamar (any II, núm. 2, 20/08/1923)

El 1923, Vilamar s'editarà amb la direcció d'Artur Martorell, que a partir d'aquest any, i en diverses etapes, serà el director de les colònies. D'aquest any es té certesa de la publicació de dos números, el 10 i el 20 d'agost. Hi ha un canvi d'estètica, amb un resultat més professional, però amb una idea de fons idèntica. Els que escriuen també són els alumnes. Estan escrits més objectivament, s'abandona el to entusiasta i es tendeix a un to més científic i més analític. Calafell segueix sent tema d'estudi. Els nois i les noies obren els ulls i descriuen la nova realitat que se'ls presenta, com l'origen del topònim Calafell, els oficis, el parlar, els renoms, els llogarets, els pescadors, etc.
Si bé el primer any les cròniques expressen novetat i emoció, el 1923 són més descriptives. Destaca un concurs sobre la vida i els costums de l'escarabat piloter, habitant de la sorra i que els vilamarins tenien molt a mà. També hi ha escrits sobre la geografia del municipi.

## Calafell i els diaris de Vilamar
En la redacció dels diaris es fa explícita la relació amb el poble de Calafell. Els calafellencs col·laboraven amb la colònia i assistien a les festes, als concursos i a altres actes organitzats per la institució. A la vegada els alumnes eren convidats a les festes del poble i els pescadors s'oferien per portar-los a pescar. També queda clara aquesta bona relació pel fet d'haver-hi infants calafellencs entre els vilamarins. Ventura Gassol, membre de la Comissió de Cultura de l'Ajuntament de Barcelona i veguer de les colònies, explicita el vincle així: El nom de Calafell sempre tindrà un lloc d'honor dins de l'Ajuntament de Barcelona. Els nois d'aquesta platja en sortiran forts i bons, però els infants tot ho retornen, doncs sempre quedarà en el seu record Calafell.
I als diaris la bona connexió entre el poble i les colònies trasllueix des del primer número. Un dels paràgrafs més significatius és aquest de l'article De la constitució de Vilamar: El dia 16 al matí, arribaren de Barcelona els nois que tenen de formar la República de Vilamar. A l'estació anaren a rebre'ls: l'alcalde de Calafell, Sr. Janer; secretari, Sr. Soler; rector, Mossèn Rossell; jutge i farmacèutic, Sr. Mir; metges senyors Dachs i Massana; i els mestres Sr. Ferrer i Sra. Lamarca, amb els seus alumnes.
Més exemples: A tots els concursos de jocs i altres festes de Vilamar, hi assisteix una gran gernació de Calafell i dels pobles veïns, prenent-hi una part molt interessada. Tots els pescadors del barri de Mar de Calafell han ofert les seves barques a Vilamar per sortir un diumenge a pescar, amb tots els habitants de la República, i fer-los-hi present de tot el peix que pesquin. Avui una comissió del Consell de Sis anirà a remerciar-los-hi l'oferta i a fixar el dia de sortida. Avui el Veguer de Vilamar, invitat pels pescadors de Calafell, donarà una conferència en el barri de mar a les nou del vespre. Hi aniran dos nens i dues nenes de cada vila, acompanyats d'un dels mestres de llur respectiva vila. A les 9 del vespre: conferència pel Veguer de Vilamar dedicada als mariners del barri de pescadors i a tot el poble de Calafell, parlant de l'organització de la República Vilamar. El lloc de la conferència serà la platja dels pescadors, davant de ca l'Andreu. Hi aniran els Presidents i Representants de cada vila. A més un nen i una nena, els més grans de cada vila. A la tarda, el regidor de la Comissió de Cultura Sr. Martí Esteve, en nom de l'Ajuntament de Barcelona, posà una bella llaçada en el penó de la Germandat de Pescadors. Abans pronuncià un parlament, dient que la gratitud que Barcelona tenia a Calafell, n'era mostra aquella cinta barrada que posaven en el penó dels pescadors.